# ملعب لا كارتوخا
ملعب لا كارتوخا (بالإسبانية: Estadio de La Cartuja)‏ المعروف سابقًا باسم ملعب إشبيلية الأولمبي (بالإسبانية: Estadio Olímpico de Sevilla)‏، هو ملعب متعدد الأغراض يقع في جزيرة لا كارتوخا [الإنجليزية] في إشبيلية، إسبانيا. يُستخدم في الغالب لمباريات كرة القدم ويُشار إليه عادةً بمجرد «لا كارتوخا». أُنهي تشييده عام 1999 من أجل بطولة العالم لألعاب القوى. يتسع الملعب ل 57,600 مقعداً، وهو خامس أكبر ملعب في إسبانيا وثاني أكبر ملعب في إقليم الأندلس. كان مسرحاً لنهائي كأس الاتحاد الأوروبي 2003 [الإنجليزية] بين ناديَيْ سيلتك وبورتو.

## التاريخ
وُضع حجر الأساس للملعب في 1997. افتتح الملعب في 5 مايو 1999. كانت تكلفة تشييد الملعب 120 مليون يورو.

## المباريات الدولية
| المنافسة                            | المباراة             | النتيجة | حضور   |
| ----------------------------------- | -------------------- | ------- | ------ |
| مباراة ودية (الافتتاح)              | إسبانيا ضد كرواتيا   | 3-1     |        |
| مباراة ودية                         | إسبانيا ضد الأرجنتين | 0-2     |        |
| مباراة ودية                         | إسبانيا ضد هولندا    | 1-2     |        |
| مباراة ودية                         | إسبانيا ضد الصين     | 1–0     |        |
| دوري الأمم الأوروبية                | إسبانيا ضد ألمانيا   | 6-0     | 0      |
| تصفيات كأس العالم 2022 - المجموعة ب | إسبانيا ضد كوسوفو    | 3-1     | 0      |
| كأس أمم أوروبا 2020 المجموعة هـ     | إسبانيا ضد السويد    | 0–0     | 10,559 |
| كأس أمم أوروبا 2020 المجموعة هـ     | إسبانيا ضد بولندا    | 1–1     | 11,742 |
| كأس أمم أوروبا 2020 المجموعة هـ     | سلوفاكيا ضد إسبانيا  | 0-5     | 11,204 |
| كأس أمم أوروبا 2020 دور الـ16       | بلجيكا ضد البرتغال   | 1–0     | 11,504 |
| تصفيات كأس العالم 2022 - المجموعة ب | إسبانيا ضد السويد    | 1–0     | 51,844 |